# Benediktinerinnenkloster Paris (Rue Cassette)
Das Benediktinerinnenkloster Paris (Rue Cassette) (auch: Monastère de l’Adoration perpétuelle du Très Saint Sacrement) war von 1654 bis 1792 ein Priorat der Benediktinerinnen vom Heiligsten Sakrament in Paris.

## Geschichte

### Rue Cassette
Mechtilde de Bar gründete 1654 in der Rue Férou in Paris ein Frauenkloster, das erste der Benediktinerinnen vom Heiligsten Sakrament. 1659 wurde es in einen Neubau in der Rue Cassette verlegt und 1792 durch die Französische Revolution aufgelöst. Die Gebäude wurden abgerissen. Heute erinnert in der Rue Cassette (Nr. 10) eine Gedenktafel an das einstige Kloster.

### Rue Neuve-Saint-Louis
1684 gründete die Kongregation in Paris ein zweites Kloster im dazu erworbenen Haus Hôtel de Turenne (Rue Neuve-Saint-Louis, heute: Rue de Turenne). Auch dieses Kloster wurde 1792 durch die Französische Revolution geschlossen und später abgerissen. Am Ort erhebt sich nun die Kirche St-Denys-du-Saint-Sacrement (Paris), deren Name an den Konvent erinnert.

### Rue Tournefort
1808 gelang wenigen Überlebenden beider Klöster ein Neuanfang in der Rue Tournefort.